# Dvorac Himeji
Dvorac Himeji (japanski: 姫路城, Himeji-jō; čita se Himeđi-đo) je dvorski kompleks na brdu iznad grada Himejija u japanskoj prefekturi Hyogo, pokrajina Kansai (Honshu). Smatra se za najbolji sačuvani primjer i prototip japanske arhitekture dvoraca, a sastoji se od 83 građevine umrežene obrambenim sustavom, jako naprednim za razdoblje feudalizma u Japanu (Šoguni) kada je dvorac sagrađen (14. – 17. stoljeća). Dvorac je poznat i kao Shirasagi-jo ("Dvorac bijele čaplje"), zbog njegove sjajno bijele vanjštine i oblika koji podsjeća na pticu u letu.
Od njegove izgradnje u 14. stoljeću, Dvorac Himedži je više puta proširivan i obnavljan, a početkom 17. stoljeća je čak potpuno srušen radi obnove. Od tada je, više od 400 godina, gotovo nedirnut preživio i savezničko bombardiranje u Drugom svjetskom ratu, ali i veliki potres koji je pogodio okolicu Kobea 1995. godine.
Dvorac Himeji je najveći dvorac u Japanu i velika turistička atrakcija, proglašen je za spomenik kulture, a pet njegovih zgrada je proglašeno nacionalnim blagom. God. 1993., Dvorac Himeji je upisan na UNESCO-ov popis mjesta svjetske baštine u Aziji kao 

## Povijest
Himeji datira u 1333. godinu, kada je Akamatsu Norimura, šef vladajućeg klana Harima u ovom području, koje se nekada zvalo po njima, izgradio utvrdu na vrhu brda Himeyama. Njegov sin, Sadanori, demontirao je utvrdu i izgradio Himeyama dvorac 1346. godine. Dva stoljeća kasnije, feudalni vladar Harima, Kuroda Shigetaka, poznatiji kao Kanbei, izveo je pregradnje dvorca i dvorac Himeji je rođen.
Kako se nalazi na važnom sjecištu putova, regent Toyotomi Hideyoshi ga je uredio koncem 16. stoljeća, kao dio mreže utvrda po cijelom Japanu, kako bi se osigurao nastavak ujedinjenja Japana. Prvi dvorac uništio je Ikeda Terumas, koje je postao feudalni gospodar područja pod šogunatom Tokugawa 1600. godine. On je ubrzo podigao proširio dvorac mnogim utvrdama, od kojih je većina preživjela do današnjih dana. Kompleks se sastojao od dva koncentrična niza zidina promjera 4,2 km i definirana opkopima i tornjićima, kao i rezidencijama njegovih samuraja. Dio zapadnog obora (Nishi-ne-Maru) je preuredio Honda Tadamasa, gospodar dvorca 1617. godine, kao četvrt za svoju ženu, kćer šoguna Tokugave Iejasua. Dvorac je ostao središte ove feudalne domene sljedećih 270 godina, a grad je izrastao oko njega.
Krajem vremena šogunata i restauracije dinastije Meiji 1868. godine, Himedži-džo je preuzela nova vlada kao vojnu ustanovu. Tada je su uništeni dijelovi zapadne gradine i kuće samuraja, i zamijenjeni su vojnim građevinama. 
Godine 1945., dio vojnih građevina oko dvorca su srušeni i zamijenjeni javnim objekatima za službene potrebe. Unutarnje zgrade nisu dirane i zadržale su svoj izvorni oblik iz 17. stoljeća. Za razliku od mnogih drugih feudalnih dvoraca u Japanu, Himeji-jo (uz dvorce Matsumoto i Kumamoto) je sačuvan u izvornom obliku, zahvaljujući intervenciji vojnih časnika kao što je pukovnik Nakamura Shigeto, ali i uzastopnom dodjelom sve višeg statusa nacionalnog spomenika. Konzervatorski radovi između 1934. i 1964. godine su provedeni uporabom naprednih tehnika za velike drvene strukture koje su razvijene u Japanu, i u skladu s utvrđenim načelima autentičnosti dizajna, materijala, tehnike i okoliša.

## Odlike
Dvorac Himeji je arhetipski dizajn japanskog dvorskog kompleksa s početka 17. stoljeća. Sastoji se od 83 zgrada od kojih je samo jedan dio drugog obora na istočnom ulazu preživio od dvorca kojeg je sagradio Hideyoshi, a ostatak datira od 1601. – 9. godine, dok je toranj Nishi-ne-Maru izgrađen poslije 1617. godine.
U središtu kompleksa je utvrda Tenšu, koja se sastoji od glavne kapije s troja vrata i priključnim strukturama. Glavni toranj (Dai-Tenshu) ima šest katova i podrum. On je okružen sustavom stražarnica, vrata i ožbukanim zemljanim zidinama. Smješten je na niskom brežuljku, vidljiv iz svih dijelova grada, a glavni pristup je s jugozapada, kroz natkriveni hodnik.
Markantnim izgledom ova velika drvena konstrukcija s bijelim ožbukanim zidovima je poznatiji kao Dvorac bijele čaplje (Shirasagi-jo).
- Dvorac Himeji sprijeda
- Obiteljski grb Ikeda Terumasa na oluku krova
- Jarak tri okruga
- Stalak za puške u dvorcu
- Zgrade u vrtu dvorca

## Vanjske poveznice
- Asian Historical Architecture - Himeji Castle (engl.)
- Japanese Castle Explorer - Himeji Castle (engl.)

Video
- The White Fortress: Himeji-jo (UNESCO video at YouTube) (engl.)
- Discover the Himeji Castle in Japan (engl.)